# Adolf Bergel-Opala

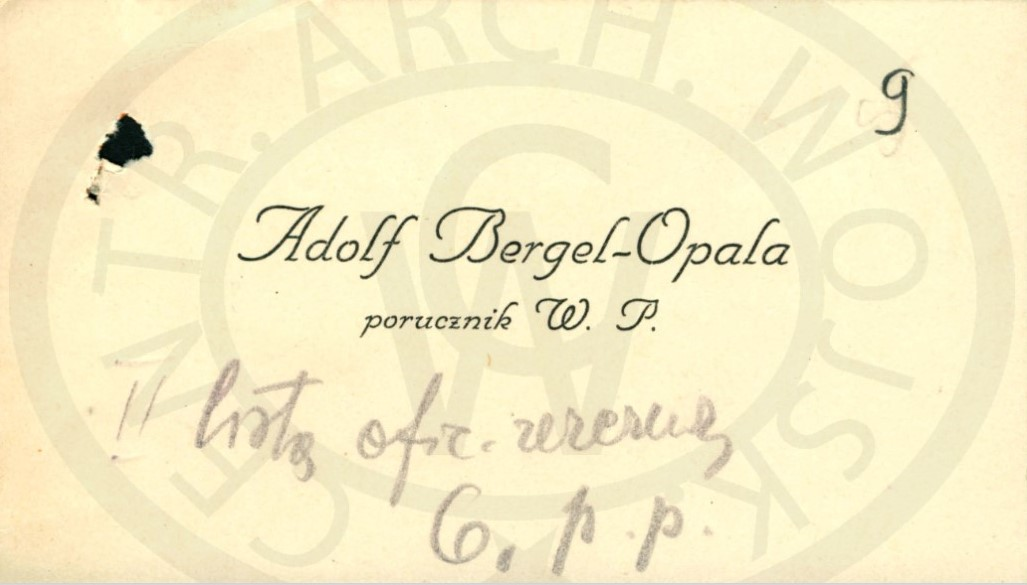
Wizytówka Adolfa Bergela-Opali

Adolf Bergel-Opala vel Adolf Bergel, ps. Opala, Aldon, Rudolf (ur. 24 grudnia 1894 w Końskich, zm. 25 października 1971 w Krakowie) – polski działacz niepodległościowy i urzędnik bankowy, porucznik piechoty Wojska Polskiego, kawaler Orderu Virtuti Militari.

## Życiorys
Urodził się 24 grudnia 1894 w Końskich, ówczesnym mieście powiatowym guberni radomskiej, w rodzinie Józefa i Teofilii z Dulewiczów. Był starszym bratem Władysława (ur. 1899), starszego sierżanta Wojska Polskiego.
Początkowo uczęszczał do gimnazjum rosyjskiego, a po strajku szkolnym do siedmioklasowej Szkoły Handlowej w Tomaszowie Mazowieckim. Po jej ukończeniu oraz zaliczeniu wyższego kursu handlowego został przyjęty na praktykę do Tomaszowskiej Fabryki Sztucznego Jedwabiu. W 1911, po ukończeniu praktyki, został zatrudniony w tej fabryce na stanowisku korespondenta handlowego i kierownika działu. Był członkiem Polskiej Partii Socjalistycznej, a od 1910 także członkiem tajnego skautingu. W 1914, po wybuchu I wojny światowej, prowadził werbunek do Legionów Polskich.
W 1915 wstąpił do formującego się 6 pułku piechoty Legionów Polskich. Został przydzielony do 2. kompanii na stanowisko sanitariusza. Wziął udział w kampanii wołyńskiej. W październiku 1915 został ranny w bitwie pod Kuklami. W listopadzie tego roku leczył się w Zapasowym Szpitalu Wojskowym Czerwonego Krzyża w Karolinenthal. W 1922 generał podporucznik Mieczysław Norwid-Neugebauer, były dowódca 6 pp, sporządził wniosek na odznaczenie Orderem Virtuti Militari, w którym napisał:

plutonowy sanitarny Aldon Adolf zasłużył na krzyż VM V klasy w czasie bitwy pod Kamieniuchą. Na potrójne okopy w dniu 24 października 1915, gdy pierwszy atak 6 pp opasujący wieś Kamieniuchę oraz wzgórze na wschód Kamieniuchy do Rudki, załamał się, pułk poniósł bardzo duże straty w ogniu piechoty i artylerii nieprzyjacielskiej. Sytuacja była bardzo ciężka, gdyż olbrzymia ilość rannych leżała na całej przestrzeni ataku, tworzącego prawidłowe (...), aż do okopów najniżej zbudowanych przez przeciwnika. Nieprzyjaciel nie zaprzestał ognia swego, intensywnie ostrzeliwując każdy, choćby najmniejszy cel. Groziło to pozostawieniem bez opieki sanitarnej na cały krwawy dzień rannych. Po naradzie z dowódcą pułku – kapitan lekarz Stefan Buchowiecki zdecydował wysłać patrol na ochotnika. Plutonowy Aldon zgłosił się sam, dobrał sobie dwóch towarzyszy i pracował cały ranek i przedpołudnie, do godz. 15, kiedy ranny ciężko podczas tego spełniania obowiązku musiał być usunięty z pola. Za ten czyn odwagi osobistej i ofiarnego spełniania obowiązku zasługuje na zaszczytne odznaczenie.

6 lipca 1916 dostał się do niewoli rosyjskiej. W następstwie zdrady został ujawniony jako poddany rosyjski i postawiony przed rosyjskim sądem wojskowym, który skazał go na dożywotnią ciężką katorgę. Przebywał w więzieniu na Łukjanowce w Kijowie. W 1917, po wybuchu rewolucji lutowej w Rosji, został uwolniony. W czerwcu 1917 zameldował się w Polskiej Organizacji Wojskowej w Białej Cerkwi. Był oficerem Komendy Naczelnej nr 3. Po utworzeniu II Korpusu Polskiego na Ukrainie pełnił służbę informacyjno-wywiadowczą w sztabie korpusu.
Po przyjęciu do Wojska Polskiego został przydzielony do Departamentu II Ministerstwa Spraw Wojskowych. 20 grudnia 1919 jako podoficer byłych Legionów Polskich został mianowany z dniem 1 grudnia 1920 podporucznikiem w piechocie. 1 czerwca 1921 pełnił służbę w Dowództwie Okręgu Generalnego „Pomorze”, a jego oddziałem macierzystym był 6 pułk piechoty Legionów. Na początku 1922 został zdemobilizowany i przydzielony w rezerwie do 6 pułku piechoty Legionów. 8 stycznia 1924 został zatwierdzony w stopniu porucznika ze starszeństwem z 1 czerwca 1919 i 3637. lokatą w korpusie oficerów rezerwy piechoty. Posiadał wówczas przydział w rezerwie do 67 pułku piechoty w Brodnicy.
Po zwolnieniu z wojska zajął się dzierżawą majątku ziemskiego w powiecie mławskim, a później w firmie eksportowej ziemiopłodów A. Kovalskiego z Grudziądza i spółce Dom Handlowo-Eksportowy. Od 1930 pozostawał bezrobotny. W 1932 został zatrudniony w Banku Gospodarstwa Krajowego w Warszawie, w charakterze urzędnika bankowego. W maju 1933 mieszkał w Rembertowie w Alei Piłsudskiego 76. Obowiązki zawodowe łączył wówczas z działalnością społeczną w Związku Strzeleckim i Związku Legionistów Polskich oraz działalnością polityczną w Bezpartyjnym Bloku Współpracy z Rządem. W 1934, jako oficer pospolitego ruszenia pozostawał w ewidencji Powiatowej Komendy Uzupełnień Zamość. Posiadał przydział do Oficerskiej Kadry Okręgowej Nr II. Był wówczas „przewidziany do użycia w czasie wojny”. 1 stycznia 1935 zastąpił Mieczysława Łowińskiego na stanowisku dyrektora Miejskich Zakładów Opałowych w Warszawie. W czasie II wojny światowej mieszkał w Krakowie i razem z żoną ukrywał kobietę z córką pochodzenia żydowskiego: Helenę i Julittę Odzynolskie.
Zmarł 25 października 1971 w Krakowie i został pochowany na cmentarzu wojskowym przy ul. Prandoty (kwatera LXXXII, rząd 13, miejsce 40).
Był żonaty z Pelagią (1900–1987), z którą miał dwie córki: Irenę Aldonę Kopyto (1929–2024) i Aleksandrę (ur. 1932).

## Ordery i odznaczenia
- Krzyż Srebrny Orderu Wojskowego Virtuti Militari nr 6402 – 17 maja 1922[20][1][21][22]
- Krzyż Niepodległości – 27 czerwca 1938 „za pracę w dziele odzyskania niepodległości”[23]
- Krzyż Walecznych[1]
- Krzyż Pamiątkowy 6 pułku piechoty Legionów Polskich[24]
- Srebrny Medal Waleczności 2 klasy[25][26]